# Rio Canoas (São Paulo)
O rio Canoas é um curso d'água brasileiro, afluente da margem direita do rio Pardo e subafluente do rio Grande. O rio delimita a fronteira entre os estados de São Paulo e Minas Gerais entre os municípios de Mococa e Arceburgo.